# Sebastian Freis
Sebastian Freis (né le 23 avril 1985 à Karlsruhe) est un footballeur allemand jouant pour le Greuther Fürth.

## Carrière
Formé à Karlsruhe, son apparition dans l'équipe première du KSC a lieu lors de la saison de 2004/05 : il joue alors 23 matchs pour 8 buts.
Le 10 octobre 2006, il joue avec l'Allemagne espoirs et perd 0-2 contre l'Angleterre.

## Palmarès
- Karlsruher SC
  - Vainqueur de la 2.Bundesliga en 2007.